# Na Stoku (Kielce)

Dzielnice i osiedla Kielc, Osiedle Na Stoku ma na mapie nr 19

Osiedle Na Stoku – osiedle mieszkaniowe w północno-wschodniej części Kielc o zabudowie blokowej utworzone w latach 80. XX wieku.
Na osiedlu znajdują się m.in.:
- kościół pw. Ducha Świętego
- przedszkole nr 19
- przychodnia specjalistyczna
- placówka Poczty Polskiej nr 7
- supermarkety: Netto, Lidl i Kaufland
- Komisariat Policji I
- kompleks rekreacyjny z hotelem, basenem i kręgielnią
- siłownie
- stacja benzynowa
- lecznica weterynaryjna

Ulice znajdujące się na terenie osiedla Na Stoku to:
- Orląt Lwowskich
- Generała Władysława Sikorskiego
- Jana Nowaka-Jeziorańskiego
- Marszałka Józefa Piłsudskiego (ulica graniczna między osiedlami Na Stoku, a Świętokrzyskim)

Osiedle Na Stoku skomunikowane jest z centrum i innymi dzielnicami miasta oraz ościennymi gminami jedenastoma liniami autobusowymi dziennymi: 5, 7, 12, 16, 24, 30, 35, 102, 103, 104, 112, F oraz dwiema nocnymi: N1, N2. Ponadto na terenie osiedla znajduje się pętla autobusowa Os. Na Stoku przy skrzyżowaniu ulic Gen. Władysława Sikorskiego oraz Orląt Lwowskich, na której kończą bieg linie: 35 i F.